# 전국민족민주유가족협의회
전국민족민주유가족협의회(全國民族民主遺家族協議會) 또는 유가협은 1986년 8월 12일 생겨난 민주화 운동 희생자의 유가족들이 설립한 사회 단체이다.

## 6.10 민주항쟁
고 박종철 열사의 어머니 정차순은 1987년 6·10 민주항쟁의 도화선이 되었다. 남편인 박정기는 1988년 박종철 1주기 추모식 이후 유가협(민주화운동유가족협의회, 현 전국민족민주유가족협의회)에 참여하여 막내 박종철의 뜻을 이어 민주화운동에 헌신하였다.

## 같이 보기
- 이소선
- 6월 민주 항쟁
- 민주화실천가족운동협의회